# Xã Magazine, Quận Yell, Arkansas
Xã Magazine (tiếng Anh: Magazine Township) là một xã thuộc quận Yell, tiểu bang Arkansas, Hoa Kỳ. Năm 2010, dân số của xã này là 1.162 người.